# Dommartin (Ain)
Dommartin era una comuna francesa situada en el departamento de Ain, de la región de Auvernia-Ródano-Alpes, que el 1 de enero de 2018 pasó a ser una comuna delegada de la comuna nueva de Bâgé-Dommartin al fusionarse con la comuna de Bâgé-la-Ville.

## Demografía
| Gráfica de evolución demográfica de Dommartin entre 1800 y 2015 |
|                                                                 |

Los datos demográficos contemplados en este gráfico de la comuna de Dommartin se han cogido de 1800 a 1999 de la página francesa EHESS/Cassini, y los demás datos de la página del INSEE.